# جورج بي. كريتندن
جورج بي. كريتندن (بالإنجليزية: George B. Crittenden)‏ هو محامي وعسكري أمريكي، ولد في 20 مارس 1812 في روسلفيل في الولايات المتحدة، وتوفي في 27 نوفمبر 1880 في دانفيل في الولايات المتحدة.